# Quake (поредица)
Quake е поредица компютърни игри, екшъни от първо лице създадени от ID Software. Макар и с идентични имена – Quake, Quake II, Quake III Arena, Quake 4, различните версии се различават значително като сюжет и единствено Quake IV е продължение на Quake II.

## Общ преглед
Излиза на 22 юли 1996, и става моментален суперхит. След Wolfenstein 3D и поредицата DOOM и DOOM 2 ID Software решават да направят истинска триизмерно изглеждаща игра. Quake е първата компютърна игра, в която обектите са наистина триизмерни и могат да бъдат наблюдавани от всякакъв ъгъл.

## ПоредицатаQuake

### Quake
Quake е първата игра от поредицата и е забележителна с графиката си.

### Quake II
Quake II е пусната през 1997 г. и не е продължение на Quake, а самостоятелна игра. Както и първата част и Quake II се отличава със своя графичен енджин. За разлика от първата игра, където сетингът е по-скоро фентъзи, то в Quake II атмосферата е научнофантастична.

#### История
Историята е разказана накратко в интрото на играта. Извънземната раса Strogg напада Земята и унищожава почти всичко, а човешката цивилизация е застрашена. Обаче планетата на извънземните агресори е намерена и човечеството изпраща космически кораб на планетата на извънземните агресори с цел да неутрализира врага оттам. Още в началото на инвазията Strogg оказват активна съпротива и унищожават голяма част от десантните совалки. Оцелелите са малко, а главният герой, който носи прякора Bitterman, остава сам във враждебна среда.

### Quake III
Quake III излиза на 2 декември 1999 г. Тя, подобно на Quake III, не е продължение на предишната игра, а е самостоятелна. Има солова кампания, но тя не се характеризира със сюжет. В нея играчът играе срещу управлявани от компютъра противници и целта му е да извършва frag-ове срещу тях. Играта предлага разнообразие от карти за режимите Deathmatch и Capture the flag.

### Quake 4
Излиза на 18 октомври 2005, като е създадена от Raven Software. За Xbox 360 излиза един месец по-късно. Играта предлага както солова кампания, така и мултиплеър режим.
За разлика от дотогавашните игри от поредицата, които нямат връзка помежду си или тя е по-скоро бегла, то Quake4 е продължение на Quake2. Играта използва енджина на играта DOOM 3, който е усъвършенстван в четвъртата част на Quake поредицата.

#### История
След като в Quake II главният герой неутрализира защитата на планетата на Strogg – Stroggos – започва нова инвазия на извънземния свят. Този път играчът поема ролята на ефрейтор Матю Кейн, който е част от Rhino отряда. По време на десанта совалката му е ударена от ракета и се разбива на земята. Първата му цел е да намери отряда си, а после заедно с него да изпълнява дълга си на повърхността на вражеската територия. По-нататък Матю Кейн ще бъде заловен и превърнат в Strogg и ще се срещне лице в лице с лидера на извънземните агресори.

### Enemy Territory: Quake Wars
Enemy Territory: Quake Wars е самостоятелна игра от вселената на Quake II и Quake 4. Излиза през 2007 г. Няма солова кампания. Подобно на игри като тези от поредицата Battlefield тя е пригодена за мултиплеър битки. Това е и първата игра от Quake поредицата, в която играчът може да играе на страната на Strogg.
В играта се играе на карти, които предлагат класическите режими на игра, а играчът може да избере фракция – GDF (Ground Defense Force) – хората или Strogg, като всяка от тях притежава характерните за нея оръжия, превозни средства и типове войници.
История има, но не е особено съществена. Действието в играта се развива преди събитията в Quake II, когато Strogg нападат Земята и хората трябва да се защитават.

### Quake Mobile
Версия на играта за мобилни телефони.

## Интересни факти
Първоначално Quake е била предвидена да бъде 2D фентъзи игра, но впоследствие това се е променило. Излиза след DOOM и DOOM2, като нарочно продължението на втората част на Дуум била планирана с името Doom2: Quake, за да изненада феновете.

## Външни препртаки
- IGN преглед на Quake Mobile Архив на оригинала от 2005-07-06 в Wayback Machine.